# Ixora siamensis
Ixora siamensis là một loài thực vật có hoa trong họ Thiến thảo. Loài này được Wall. ex G.Don mô tả khoa học đầu tiên năm 1834.

## Hình ảnh

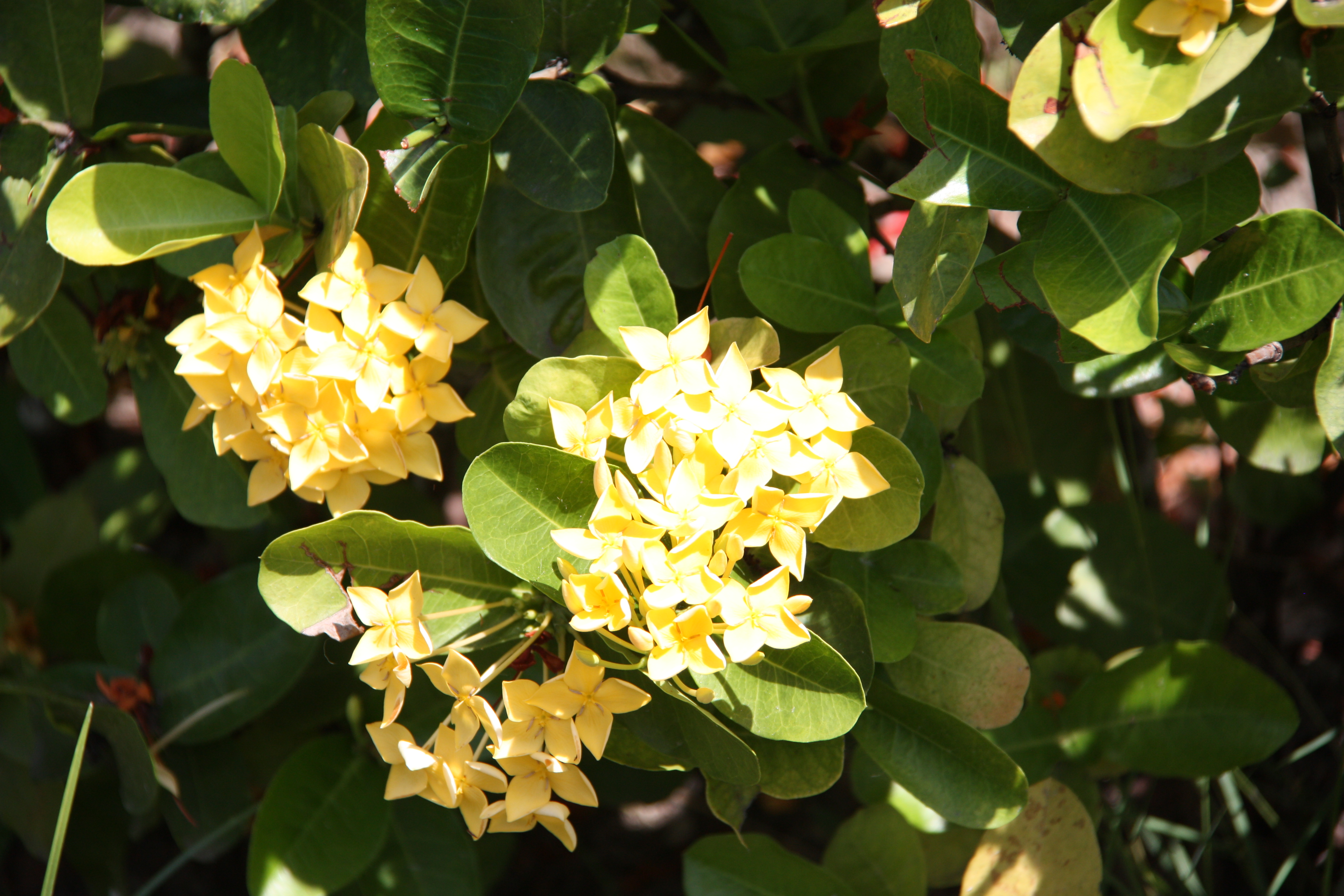